# Telamonia comosissima
Telamonia comosissima es una especie de araña saltarina del género Telamonia, familia Salticidae. Fue descrita científicamente por Simon en 1886.
Habita en Congo.